# Joe Meek
Joe Meek, właśc. Robert Georgie Meek (ur. 5 kwietnia 1929, zm. 3 lutego 1967) – pionier brytyjskich reżyserów nagrań lat '50–'60 XX w., kompozytor, wynalazca, pierwszy w historii niezależny producent muzyczny, którego działalność miała silny wpływ na rozwój muzyki i kultury rockowej. Współpracował z takimi artystami i zespołami jak Ivy Benson, The Outlaws, The Tornados, John Leyton i The Honeycombs.
To Meek wprowadził do studia nagraniowego takie narzędzia jak kompresor, efekt pogłosu, reverse (odtwarzania taśmy „od tyłu”) jak też początki samplingu. Zaadaptował do współczesnych mu brzmień muzycznych rythmicon, instrument muzyczny z lat '30 XX w., który później wykorzystali muzycy Tangerine Dream i Pink Floyd.
W przeciwieństwie do innych producentów, dążył bardziej do uzyskania określonego wrażenia ogólnego niż do precyzyjnego uchwycenia wszystkich dźwięków, generowanych przez muzyków w studiu. W ciągu swej krótkiej kariery stał się samotnym twórcą „dźwiękowego autografu” swojego własnego brzmieniowego piętna, który nadawał produkowanym przez siebie nagraniom.

## Życiorys
Joe Meek urodził się 5 kwietnia 1929 w Newent (Anglia) jako Robert Georgie Meek. Ten nie posiadający zupełnie muzycznego słuchu dyslektyk odegrał znaczącą rolę w świecie rocka będąc producentem wielu przebojowych nagrań. Pracował nad 245 singlami, spośród których 45 stało się wielkimi hitami.

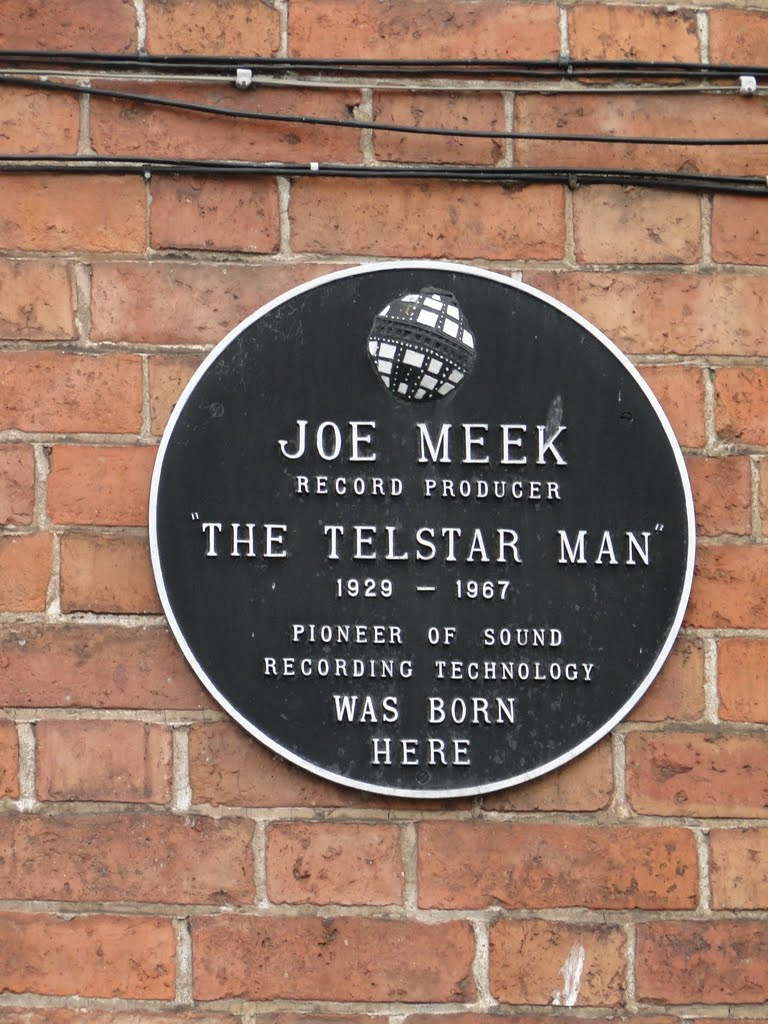
Tablica w miejscu urodzenia Joe Meeka

Po odbyciu służby wojskowej jako technik radarowy zaczął pracować w studiach nagraniowych. Początkowo, od 1953 roku, pracował w IBC Studios, następnie w Midlands Electricity Board. Tam, wykorzystując firmową aparaturę rozwijał swoje zainteresowania elektroniką i produkcją muzyki. Nauczył się nawet tłoczenia, a w zasadzie wycinania płyt gramofonowych i wykonał nawet pierwszą swoją płytę. Porzucił firmę aby podjąć pracę inżyniera dźwięku w Radio Luxembourg.
Przełomem była praca nad Music for lonely lovers Ivy'ego Bensona. Jego techniczny geniusz przejawił się po raz pierwszy przy pracy nad singlem Humphreya Lytteltona Bad Pennyblues w 1956 roku. Po pewnym czasie wybudował swoje własne studio nagrań, jednocześnie poświęcając sporo energii na pracę w Landsdowne Studio należącym do Denisa Prestona.
Z jego studiem związane były zespoły The Outlaws oraz The Tornados. Ci ostatni zaczynając jako zespół akompaniujący, dość szybko stali się gwiazdami po obu stronach oceanu, dzięki nagraniu płyty Telstar. Był to czas, gdy inżynierowie dźwięku odziani w śnieżnobiałe fartuchy zajmowali się wyłącznie czystością i jakością nagrywanych tonów. W swoim domowym studio Meek produkował nagrania na wszystkich trzech piętrach domu i nie przejmował się przesterowaniami, manipulując dźwiękiem tak, aby uzyskać pożądany efekt. Meek był bezdyskusyjnie pierwszym producentem, który w pełni wykorzystał możliwości współczesnego studia.
Jego innowacyjna technika – fizyczne odseparowanie instrumentów, traktowanie instrumentów pogłosem i efektem reverb, obróbka dźwięku przy użyciu domowych elektronicznych gadżetów, łączenie odrębnie nagranych instrumentów czy fragmentów utworu – doprowadziły do wyłomu w ówczesnej tradycyjnej produkcji dźwięku. Do tamtej pory standardem produkcji płyt było bowiem nagrywanie wszystkich wykonawców w jednym studio jednocześnie. Była to pozostałość ery przed taśmą magnetofonową, kiedy wykonawcy byli od razu uwieczniani na płycie matce, która wyrzynana była  – i to dosłownie   – już w trakcie nagrania.
Styl Meeka był też krańcowo różny od produkcji innego czarodzieja dźwięku Phila Spectora, dla którego typowa była „ściana dźwięku”, którą tworzył nagrywając na żywo duże zespoły, w których było po kilka głównych instrumentów, takich jak bas, gitara czy fortepian, co dawało złożone dźwiękowe tło wokalistom.
W styczniu 1960 r. Meek założył Triumph Records, ale na skutek sporu ze wspólnikiem szybko odszedł z tej firmy. Został producentem nagrań dla Wilfreda A. Banksa pod szyldem RGM Sond. W rzeczywistości pracował we własnym domowym studio, a gdy gospodarze zdenerwowani nieco hałasem, odważali się sygnalizować to stukaniem w sufit, Meek kładł kolumny głośnikowe na podłodze i podkręcał gałkę mocy wzmacniaczy.
Pierwszym przebojem RGM Sond było nagranie Jonha Leytona Johnny Remember Me, podczas którego Meek umieścił skrzypce na schodach, perkusistę w łazience a sekcję dętą na innym piętrze. Współpracownikiem Meeka przy tym nagraniu był nieznany wtedy Australijczyk Robert Stigwood. Ten ostatni zajął się promocją singla jak i wykonawcy, którego wprowadził w świat telewizyjnej opery mydlanej. Joe Meek przegapił szansę współpracy z Davidem Bowiem i Beatlesami, których nazywał pogardliwie „jeszcze jedna kupa hałasu, kopiująca muzykę innych”.
Poza muzyką, wielką obsesją Meeka był okultyzm i idea „drugiej strony”. Umieszczał magnetofony na cmentarzach by pozyskać głosy spoza grobu. Szczególnie obsesyjnie podchodził do Buddy'ego Holly'ego i innych tragicznie zmarłych rockmanów. Stąd zapewne, w jego dorobku producenckim znajduje się utwór ”Tribute to Buddy Holly”.

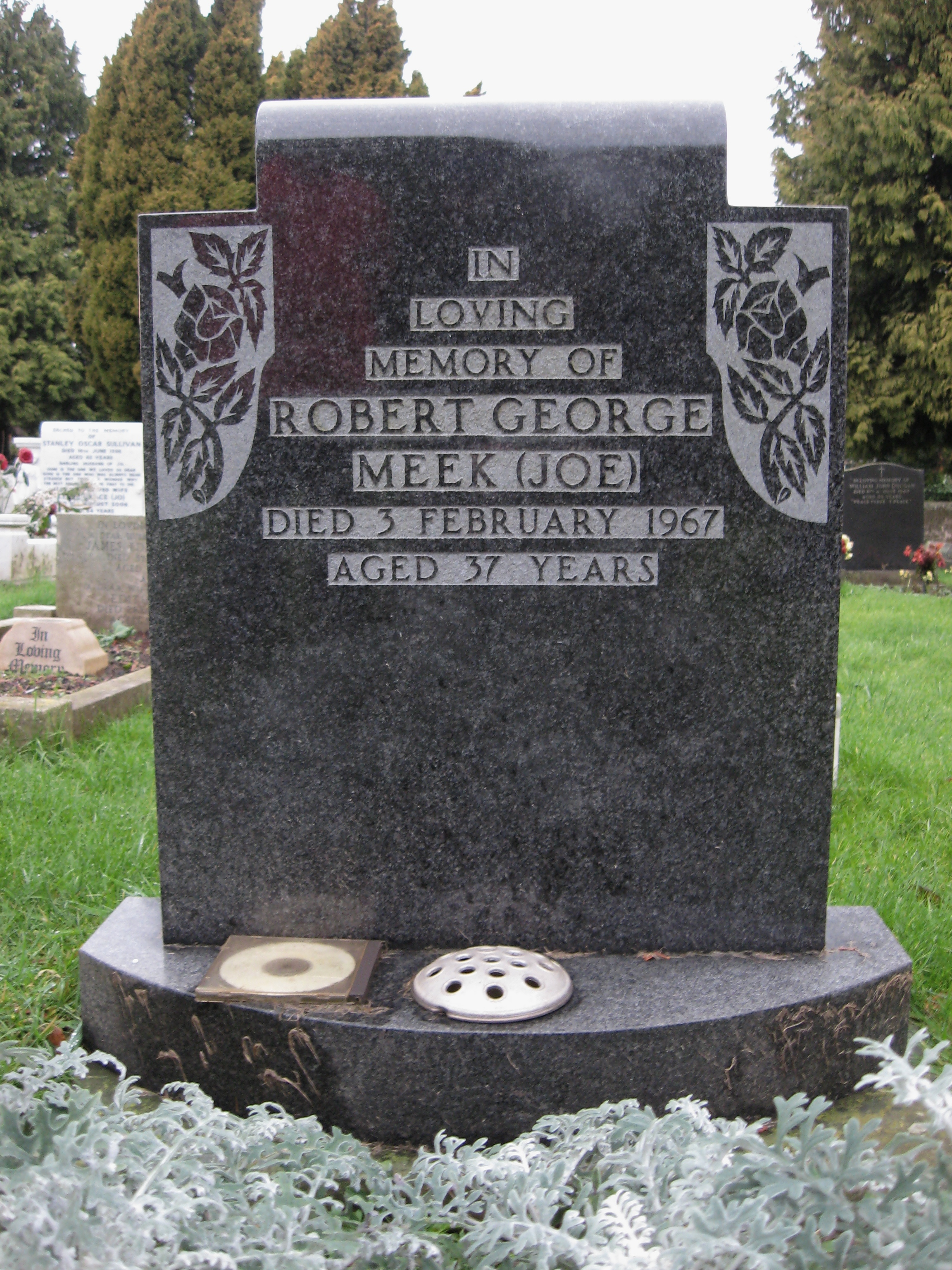
Nagrobek Joe Meeka

Pod koniec swojego krótkiego życia popadł w chorobę psychiczną. Sądził, że jego studio przedstawiciele Decca Records nafaszerowali mikrofonami, by ograbić go z pomysłów. Do tego dołączyły narkotyki i depresja między innymi z powodu ukrywanej orientacji homoseksualnej. Przyszło mu żyć w czasach, w których homoseksualizm był bardzo negatywnie postrzegany w społeczeństwie, a kontakty homoseksualne karalne. W 1963 r. oskarżony został o „składanie niemoralnych propozycji" starszemu od siebie mężczyźnie. Zdarzenie to wywołało skandal, szeroko nagłośniony w prasie. To pogłębiło jego frustrację.
3 lutego 1967 r. w 8 rocznicę śmierci Buddy'ego Holly'ego Meek zastrzeliwszy swoją gospodynię popełnił we własnym studio samobójstwo. Ostatnim wielkim sukcesem Meeka było nagranie The Honeycombs z 1964 r. „Have I the Right”.

## Książki
- John Repsch: The Legendary Joe Meek (1989)
- Barry Cleveland: Creative Music Production – Joe Meek's BOLD Techniques (2001)
- James Hicks, Nick Moran: Telstar - The Joe Meek Story, Oberon Books (2005)